# بابک انوری
بابک انوری فیلمساز بریتانیایی-ایرانی است. او بیشتر برای کارگردانی فیلم‌های ترسناک زیر سایه (۲۰۱۶) و زخم‌ها (۲۰۱۹) شناخته شده‌است.

## فیلم‌شناسی
- دو با دو (۲۰۱۱)
- زیر سایه (۲۰۱۶)
- زخم‌ها (۲۰۱۹)
- I Came By (2022)